# 乔治娅-罗丝·布朗
乔治娅-罗丝·布朗（英語：Georgia-Rose Brown，1995年1月22日—），澳大利亚、新西兰女子竞技体操运动员。她曾代表澳大利亚参加2014年和2018年英联邦运动会体操比赛，获得二枚银牌和一枚铜牌。